# Rebecca Daly
Rebecca Daly (nascuda el 1980) és una irlandesa directora de cinema, guionista i actriu.

## Primers de la vida
Daly va néixer a West Sussex i va créixer en una família irlandesa a Haywards Heath. Més tard es van traslladar a Naas, Irlanda. Va estudiar teatre i literatura anglesa al Trinity College Dublin i va completar un MA en cinema al Dublin Institute of Technology.

## Carrera
Daly ha escrit i dirigit tres llargmetratges i dos curts:
- Joyriders (2006, curt)
- Hum (2010, curts
- The Other Side of Sleep (2011)
- Mammal (2016)
- Good Favour (2017)[5]

Va guanyar un premi del Cercle de Crítics de Cinema de Dublín al millor director irlandès per Good Favour.

## Vida personal
Daly viu a Cork, Irlanda. Les seves pel·lícules preferides són Lost in Translation (2003), L'oncle Boonmee recorda les seves vides anteriors (2010) i Under the Skin (2013).